# Riko Narumi
Riko Narumi (成海 璃子?, Narumi Riko; Kawasaki, 18 agosto 1992) è un'attrice e modella giapponese.
Nata come Riko Tsukamoto, ha iniziato la sua carriera all'interno del mondo dello spettacolo alla tenera età di cinque anni.
Si fa presto conoscere ed apprezzare per i ruoli svolti prima in Ichi rittoru no namida e poi, nel 2007 interpreta la parte di una liceale geniale soprannominata Dea degli esami per la sua capacità e bravura nel dar lezioni a studenti in difficoltà, in Juken no Kamisama.
L'anno successivo nella serie live action ispirata al manga Honey and Clover dove, assieme a Tōma Ikuta ha il ruolo di protagonista. Nel 2011 ha un altro ruolo di spicco nel dorama intitolato Don Quixote.

## Filmografia

### Televisione
| Anno | Data d'uscita    | Titolo | Ruolo assunto                     |
| ---- | ---------------- | --- | --------------------------------- |
| 2000 | Jun. - Sep.      | Trick (TRICK?)                                                                                               | Young Naoko Yamada (山田 奈緒子?) |
| 2002 | Jan. - Mar.      | Trick 2 (TRICK 2?)                                                                                           | Young Naoko Yamada (山田 奈緒子?) |
| 2002 | Apr. - Jun.      | Wedding Planner (ウエディングプランナー?, Uedingu purannā): Ep.6,7                                           | Haruka Mishima (三島 はるか?)     |
| 2003 | Jul. - Sep.      | Kunimitsu no Matsuri (クニミツの政?)                                                                         | Akane Morimura (森村 茜?)         |
| 2004 | Apr. - Jun.      | Denchi ga Kireru made (電池が切れるまで?)                                                                    | Yūka Tachibana (橘 結花?)         |
| 2005 | Apr. - Jun.      | Ruri no shima (瑠璃の島?)                                                                                    | Ruri Fujisawa (藤沢 瑠璃?)        |
| 2005 | Oct. - Dec.      | Ichi rittoru no namida (1リットルの涙?, Ichi rittoru no namida)                                              | Ako Ikeuchi (池内 亜湖?)          |
| 2006 | Jan. - Mar.      | Kami wa Saikoro o Furanai (神はサイコロを振らない?)                                                          | Ruriko Gotō (後藤 瑠璃子?)        |
| 2007 | January 6        | Ruri no Shima Special 2007 (瑠璃の島 SPECIAL 2007?)                                                          | Ruri Fujisawa (藤沢 瑠璃?)        |
| 2007 | Jan. - Mar.      | Queen of Enka (演歌の女王?, Enka no Joō)                                                                     | Sadako Gomi (五味 貞子?)          |
| 2007 | April 5          | Ichi rittoru no namida Special (1リットルの涙 特別編 〜追憶〜?, Ichi Rittoru no Namida Tokubetsuhen Tsuioku) | Ako Ikeuchi (池内 亜湖?)          |
| 2007 | Jul. - Sep.      | Juken no Kamisama (受験の神様?)                                                                              | Michiko Sugawara (菅原 道子?)     |
| 2008 | Jan. - Mar.      | Hachimitsu to Clover (ハチミツとクローバー?, Hachimitsu to Kurōbā)                                           | Hagumi Hanamoto (花本 はぐみ?)    |
| 2009 | March 7–14       | Chance!! (チャンス!: episodio 2, epilogo?)                                                                   | Okawa Izumi (?)                   |
| 2010 | Jan. 9 - Mar. 27 | Sakuyako Konohana (咲くやこの花?)                                                                            | Koi (?)                           |
| 2011 | aprile-giugno    | BOSS 2 | Kurohara Rika (?)                 |
| 2011 | luglio-settembre | Don Quixote (?)                                                                                              |                                   |
| 2012 |                  | Taira no Kiyomori                                                                                            |                                   |
| 2013 |                  | Kogure Shashinkan                                                                                            |                                   |
| 2023 | dicembre         | Dragons of Wonderhatch (ワンダーハッチ -空飛ぶ竜の島-?, Wonderhatch -Sora-Tobu Ryû no Shima-)                | Ayana Nijisaki                    |

### Cinema
| Anno | Data d'uscita   | Titolo                                                                       | Ruolo assunto                                        |
| ---- | --------------- | ---------------------------------------------------------------------------- | ---------------------------------------------------- |
| 2002 | November 9      | Trick: The Movie (トリック劇場版?, Torikku Gekijōban)                        | Kotomi (琴美?)                                       |
| 2005 | June 25         | Umezu Kazuo Kyōfu Gekijō: Madara no Shōjo (楳図かずお恐怖劇場 まだらの少女?) | Kyōko Yamakawa (山川 京子?)                          |
| 2005 | August 6        | The Great Yokai War (妖怪大戦争?, Yōkai Daisensō)                            | Tataru Inō (稲生 タタル?)                            |
| 2006 | March 11        | Gigolo Wannabe (ウォーターズ?, Wōtāzu)                                       | Chika (チカ?)                                        |
| 2006 | March 25        | Ame no machi (雨の町?)                                                       | Ayako (絢子?)                                        |
| 2007 | April 21        | Shindō (神童?)                                                               | Uta Naruse (成瀬 うた?)                              |
| 2007 | April 28        | Ashita no watashi no tsukurikata (あしたの私のつくり方?)                     | Juri Ōshima (大島 寿梨?)                             |
| 2007 | June 16         | Kimi ni shika kikoenai (きみにしか聞こえない?)                               | Ryō Aihara (相原 リョウ?)                            |
| 2008 | March 1         | The Golden Compass                                                           | Voice of Pantalaimon for the Japanese dubbed version |
| 2008 | September 27    | Ikigami (イキガミ?)                                                          | Sakura Iizuka (飯塚 さくら?)                         |
| 2009 | post-production | Tsumi toka Batsu toka (罪とか罰とか?)                                        |                                                      |
| 2009 | post-production | Yamagata Scream (山形スクリーム?, Yamagata Sukurīmu)                         | Mikayo Okagaito (岡垣内 美香代?)                     |

- 2009: Tsumi Toka Batsu Toka
- 2010: Bushido Sixteen
- 2010. Shodo Girls: Watashi-tachi no Koshien
- 2011: Shojotachi no Rashinban (2011)